# Francesco Morano
Francesco Morano (Caivano, 8 giugno 1872 – Città del Vaticano, 12 luglio 1968) è stato un cardinale, arcivescovo cattolico e inventore italiano.

## Biografia
Nasce a Caivano l'8 giugno 1872.
Entrato nel seminario di Aversa, s'immerge con passione nello studio delle scienze esatte prima ancora dell'ordinazione sacerdotale, che avverrà il 10 agosto 1897.
Nel 1896 consegue la laurea in matematica e fisica e vince il premio "Fondazione Corsi", che gli permette di attendere agli studi scientifici per un altro anno presso l'Università di Roma. Lì consegue anche la libera docenza nelle predette discipline.
Nel 1900 entra quale assistente aggiunto nella Specola Vaticana, fondata da Gregorio XIII per lo studio del Calendario e richiamata in vita da Leone XIII.
Nel 1903 diviene socio corrispondente della Pontificia Accademia dei Nuovi Lincei, nel 1916 socio ordinario, nel 1928 membro del Comitato Accademico e infine presidente negli anni 1934-1935.
Pubblica diversi lavori scientifici, alcuni dei quali sono riportati più sotto. Nel 1917 brevetta in Inghilterra, in Francia e in America il modulatore di corrente ad uso di microfono metallico.
Parallelamente, sempre prima dell'ordinazione sacerdotale, consegue anche la laurea in filosofia, in teologia e in utroque iure, nella Pontificia Università Lateranense. Quest'ultimo titolo gli consentirà l'ingresso negli organismi della Curia Romana.
Nel 1896 diventa avvocato della Curia Romana. Nel 1903 vince il concorso di notaio sostituto della Sacra Congregazione del Sant'Uffizio, di cui sarà sommista nel 1912 e consultore nel 1938. Nel 1921 è prelato referendario del Supremo Tribunale della Segnatura Apostolica, nel 1922 prelato votante, nel 1925 prelato uditore della Sacra Rota, nel 1928 consultore della Sacra Congregazione del Concilio, nel 1930 consultore della Pontificia Commissione per l'interpretazione del Codice Diritto Canonico e membro della Pontificia Commissione per le opere di Religione, nel 1935 segretario della Segnatura Apostolica e Uditore di Sua Santità, consigliere del Papa in materia giuridica.
All'età di 87 anni diventa uno dei cardinali elettori più anziani del Collegio Cardinalizio (all'epoca della sua nomina non era ancora stato creato vescovo, quando poi il Pontefice Giovanni XXIII rese obbligatoria per tutti i cardinali, la nomina episcopale).
Papa Giovanni XXIII lo eleva al rango di cardinale nel concistoro del 14 dicembre 1959.
Partecipa al conclave del 1963 che porta alla elezione di Giovanni Battista Montini Papa Paolo VI
Muore il 12 luglio 1968 all'età di 96 anni a causa di una grave malattia che gli impedisce di parlare correttamente facendogli emettere versi incomprensibili all'uomo.
Aveva nominato erede universale la Piccola Casa della Carità di Aversa, fondata dal fratello, il canonico Giuseppe Morano, alla quale in vita aveva dedicato costante attenzione.

## Opere
- Marea atmosferica, Tip. della R. Accademia dei Lincei, Roma 1899
- Sul raccordamento delle fotografie stellari, Tip. Fratelli Fusi, Pavia 1900
- Tavole matematiche per i calcoli di riduzione delle fotografie stellari per la zona vaticana, 1905
- Il modulatore di corrente, 1915
- Il modulatore di corrente ad uso di microfono metallico, 1917
- Religio Iesu Christi cum compendio, Typis Polyglottis Vaticanis, Città del Vaticano 1957
- La religione di Gesù Cristo. Con compendio ad uso degli insegnanti e degli alunni di teologia e di catechesi cristiana, dei parroci e dei missionari, Tipografia poliglotta vaticana, Città del Vaticano 1958
- Gli elementi essenziali del cristianesimo, Tipografia poliglotta vaticana, Città del Vaticano 1959

## Genealogia episcopale
La genealogia episcopale è:
- Cardinale Scipione Rebiba
- Cardinale Giulio Antonio Santori
- Cardinale Girolamo Bernerio, O.P.
- Arcivescovo Galeazzo Sanvitale
- Cardinale Ludovico Ludovisi
- Cardinale Luigi Caetani
- Cardinale Ulderico Carpegna
- Cardinale Paluzzo Paluzzi Altieri degli Albertoni
- Papa Benedetto XIII
- Papa Benedetto XIV
- Papa Clemente XIII
- Cardinale Bernardino Giraud
- Cardinale Alessandro Mattei
- Cardinale Pietro Francesco Galleffi
- Cardinale Filippo de Angelis
- Cardinale Amilcare Malagola
- Cardinale Giovanni Tacci Porcelli
- Papa Giovanni XXIII
- Cardinale Francesco Morano